# Rio Başeu
O Rio Başeu é um rio da Romênia afluente do Rio Prut, localizado no distrito de Botoşani.